# Heptacarus neotropicus
Heptacarus neotropicus är en kvalsterart som beskrevs av Sandór Mahunka 1985. Heptacarus neotropicus ingår i släktet Heptacarus och familjen Lohmanniidae. Inga underarter finns listade i Catalogue of Life.